# Afrodisiac
För musiksingeln av Brandy med samma namn, se Afrodisiac (singel).
För medlet som är till för att framkalla kärlek (eller lust), se Afrodisiakum.
Afrodisiac är det fjärde studioalbumet av den amerikanska sångerskan Brandy, släppt av Atlantic Records internationellt den 28 juni 2004 och en dag senare i Kanada och USA. Efter att ha tackat nej till att fortsätta ett tidigare samarbete med Brandys mentor Rodney "Darkchild" Jerkins började hon samarbeta med Timbaland för majoriteten av låtarna på albumet. Andra låtskrivare och producenter blev Warryn Campbell, Organised Noise, Ron Feemster, Big Chuck, och Kanye West.
Albumet debuterade på en 3:e plats på den amerikanska albumlistan Billboard 200.  Försäljningssiffrorna stagnerade dock snabbt vilket resulterade i att skivan föll ur listan efter en kort tid. Albumet erhöll trots det senare en guld-certifiering av RIAA för en försäljning av över 400 000 kopior. Fram till 2008 hade skivan sålt cirka 416 000 exemplar vilket blir avsevärt mindre än Brandys föregående albumhits. Utanför USA klättrade aldrig Afrodisiac över topp-trettio på majoriteten av listorna som albumet debuterade på, med undantag för Kina, Japan och Schweiz. Kritiken mot skivan var positiv, AllMusic jämförde Brandy med "Janet Jackson när hon är som bäst". Albumet fick följande år en Grammynominering för "bästa nutida R&B-album", men utmärkelsen gick till Ushers album Confessions.
"Talk About Our Love", albumets första singel, var framgångsrik på musiklistorna och fick mycket positiv kritik. De senare singlarna "Who Is She 2 U" och "Afrodisiac" misslyckades dock med att nå några höga placeringar på de populäraste musiklistorna. I mitten av 2005 bad Brandy om att villkorslöst få lämna sitt skivbolag, varför Afrodisiac blev sångerskans sista album hos Atlantic Records.

## Bakgrund
"Jag skäms inte för det som hänt. Folk är rädda för att släppa taget, jag var varken kär eller lycklig men jag var modig nog att gå vidare. Nu vill jag vara en förebild för att jag tror att många unga kvinnor känner igen sig i min situation."
1998 släppte Brandy sitt andra studioalbum Never Say Never vilken blev hennes internationella genombrott med över 16 miljoner sålda exemplar. Skivan innehöll listettorna "The Boy Is Mine" (duett med Monica) och "Have You Ever?" vilka cementerade Brandy som en av 1990-talets framgångsrikaste artister. Några år senare, efter en intensiv världsturné och en ätstörning, lades Brandy in på sjukhus på grund av ett nervöst sammanbrott. Efter en tid borta från rampljuset gav Brandy ut sitt tredje studioalbum Full Moon (2002) som blev en kreativ och visuell stiländring från tonårspop till ett vuxnare, mörkare och mera futuristiskt sound. Full Moon blev en ytterligare framgång som certifierades platina av RIAA en månad efter utgivningen.
Under produktionen till Full Moon blev Brandy tillsammans med en av musikproducenterna till projektet, Robert "Big Bert" Smith. Paret dejtade en tid i hemlighet men meddelade senare att de gift sig under en privat ceremoni och att Brandy väntade sitt första barn. Serien Brandy: A Special Delivery visades på MTV och dokumenterade händelserna kring hennes förlossning. "Den handlar om Brandys vardag när hon försöker balansera sitt äktenskap, karriär, familj och kommande moderskap" förklarade MTV. Serien visades i fyra delar och sista avsnittet sågs av över 3,7 miljoner amerikaner.

## Utveckling

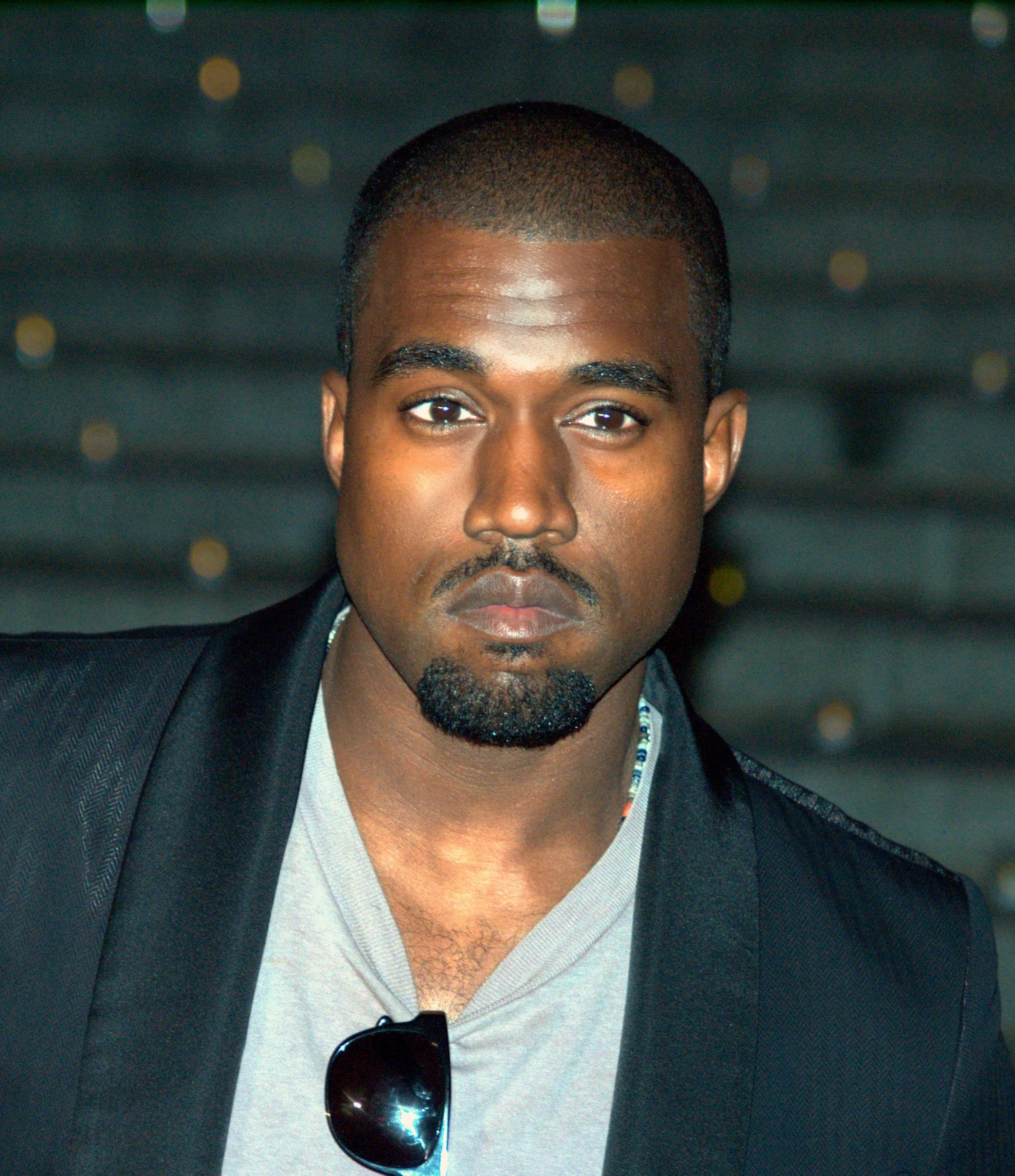
Rapparen Kanye West hjälpte till att komponera första singeln "Talk About Our Love".

Efter första födseln intensifierade Brandy arbetet på sitt då ännu inte namngivna fjärde studioalbum. Hon jobbade tillsammans med producenten Mike City, maken Robert "Big Bert" Smith, Chris Ballard och Andy Murray. Brandy ville ändra sitt sound och låta mycket råare och hiphop-liknande än på Full Moon. Smith tog över platsen som huvudproducent och A&R för arbetet och ersatte därmed Rodney Jerkins som Norwood inte tyckte gick "samma väg kreativt" med projektet. Om att avsluta sitt samarbete med Jerkins och hans Darkchild-team som stod bakom materialet på hennes föregående album kommenterade Brandy i Vibe: "Darkchild skapade ett sound till mig men gav det sedan till alla [andra artister] han jobbade med. Jag gillade det inte det... Så jag behövde ändra mitt sound och utforska min artistiska mångsidighet." Till sena november 2002 hade Brandy och sin make gjorde ett par demo-inspelningar och minst fyra färdiga låtar tillsammans. Däribland "Ryde Or Die" (som artisten Jennifer Lopez senare spelade in till sitt album Rebirth) och Sy'rai-inspirerade "Sunshine". Under slutet av året separerade Norwood och Smith och bröt samtidigt samarbetet med varandra. Detta gjorde att albumets utgivningsdatum 2003 flyttades fram och blev vid tidpunkten obestämt.
En tid senare beslutade Norwood att lägga ner det påbörjade projektet och börja om. Timbaland, som vid tidpunkten arbetat på Kiley Deans studioalbum Simple Girl, anlitades som producent för projektet. Imponerad över Timbalands input i arbetet återfann sångerskan sin glädje i musiken som hon tyckte hade saknats under inspelningen till Full Moon. Enligt Norwood hade fokus på föregångaren legat på den "tekniska aspekten". I en intervju berättade hon om sin upplevelse med Timbaland: "Jag ville göra min egen grej, och jag har alltid velat jobba med Timbaland och höra hur min röst skulle låta över hans musik. Jag tror att resultatet blev en mycket fräckare och sexigare Brandy men fortfarande med ett stort hjärta och passion." Andra musikproducenter som bidrog med material var Candice Nelson, Steve "Static" Garrett och hans samarbetspartner Walter Millsap III. Under tidpunkten namngavs albumet efter Norwoods smeknamn B-Rocka, ett namn som introducerades i Full Moon. B-Rocka planerades för utgivning omkring julen 2003. Timbalands och Norwoods första samarbete 1990-tals hyllningen "Turn It Up", läckte ut på internet under hösten och släpptes som en marknadsföringssingel under året.

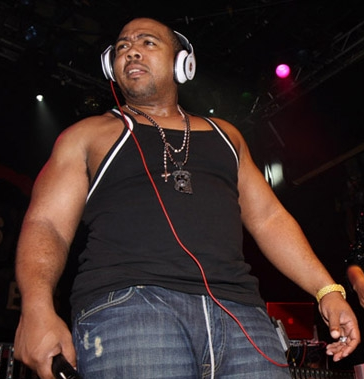
Timbland bidrog med majoriteten av innehållet på Afrodisiac.

Efter att ha arbetat på ytterligare musikstycken med Warryn Campbell, Ron Feemster och Organized Noise, meddelade Atlantic Records att Brandy finslipade sitt ännu ej-betitlade album och att skivan skulle släppas den 2 mars 2004. Dessutom angavs att hon spelade in en musikvideo till skivans huvudsingel "Black Pepper". Låten, som skapats av Timbaland, beskrevs som en "dans-vänlig klubblåt med kraftig basgång". Efter en tid meddelades att singeln hade ersatts med "Talk About Our Love", en låt som hade producerats och skrivits av rapparen Kanye West. Både "Talk About Our Love" och albumspåret "Where You Wanna Be" blev tillagda i albumets innehållsförteckning timmarna innan projektets färdigställande. Det var Wests manager, Geroid Roberson, som hade uppmanat Atlantic att inkludera låtarna och han uppmuntrade också Brandy att arbeta mer i studion tillsammans med Kanye. I en intervju kommenterade Norwood: "Kanye tillförde albumet något speciellt. De två spåren vi spelade in tillsammans var precis vad som behövdes för att knyta ihop hela skivan". Sångaren samarbetade även med kompositören Dr. Dre på låten "La La Land", en upptempo-låt inspirerad av west coast-hiphop. Låten inkluderades aldrig på albumets slutgiltiga innehållsförteckning.

## Musikaliskt innehåll
Som på alla tidigare album av Brandy Norwood är temat på Afrodisiac kärlek i alla dess former. Sångaren, som under inspelningen var förlovad med New York Knicks-basketspelaren Quentin Richardson, förklarade i en intervju: "Det handlar om passion. Det är romantiskt och det är där jag befinner mig i mitt liv just nu." Albumets textverser refererar ett flertal gånger till Timbaland, hans arbetspartner Missy Elliott, R&B-sångare från 1990-talet såsom Monica och Aaliyah. Första spåret, "Who I Am", var den enda låten på skivan som producerades av Warryn "Baby Dubb" Campbell. Det tre och en halv minuter långa spåret är uppbyggd kring en keyboard-melodi och anses vara en av de mest personliga låtarna på albumet. Verser som: "To every body listening/Sorry if your disappointed/See the life i chose was only what I thought i wanted" refererar till det skakiga förhållandet med Robert Smith. Det andra spåret, "Afrodisiac", är skivans titelspår och den tredje och sista singeln, fick generellt bra kritik av media men sålde avsevärt sämre än förväntat. Musiken innehåller både spår av pop och dansmusik och börjar med introduktionen "Hahahaha-ha-ha". Detta har sagts vara Brandys favorit på albumet.
Tredje låten och Afrodisiacs andra singel, "Who Is She 2 U", bemöttes med ljummen kritik, och är en av Norwoods hittills minst framgångsrika singlar. Låten var den första som gjordes med Timbaland på skivan och handlar om en kvinna vars pojkvän "vänstrar" med flera andra kvinnor. Den första singeln, "Talk About Our Love", var resultatet av samarbetet med rapparen Kanye West och violinisten Miri Ben-Ari. Den komponerades inte förrän sent inom produktionen av skivan och beskriver svårigheterna när folk lägger sig i andras relationer. Kritikerrosad men såg ljummen framgång jämfört med tidigare hits.
I Iron Maiden-samplingen "I Tried" sjunger sångerskan bittert till sin otrogne man och nämner det brittiska bandet Coldplay. Den dämpade låten i mid-tempo har vissa likheter med Justin Timberlakes "Cry Me A River".
| ”                                                     | R'n'b handlar om en snygg image och en schyst refräng – jag efterlyser passion och ärlighet. Det saknas i dag. Alicia Keys är ärlig och äkta, så vill jag också vara. Musik ska du kunna relatera till, musik ska hela och hjälpa. Det ska finnas mer än ett snyggt face och en häftig look. | „ |
| – Brandy intervjuas av Ebba von Sydow till Expressen. | |   |

"Sadiddy", det åttonde spåret, beskrevs som det med mest attityd på skivan. Låten direkt efter, "Turn It Up", är en hyllning till 90-talet med referenser till Donnie Simpsons Video Soul, Kid n' Play och Tony! Toni! Toné!:s studioalbum House of Music (1996). Meningen "'Cause I don't wanna sound familiar, want a guaranteed single, not an album filler" förmedlar indirekt kritik mot Jerkins. "Necessary" spår 10, "Say You Will" spår 11 och "How I Feel" spår 14, delar alla tre likheter med varandra och är ballader som hanterar kärlek till en motpart. I den sista låten på cd:n, "Should I Go" sjunger Brandy öppet om tankar på att lämna musikbranschen; "Tempted to leave it in my rear-view, because this game ain't what I'm used to". Sången samplar Coldplays "Clocks".
Norwood klargjorde skivan som det mest ärliga albumet i hennes karriär vid tidpunkten, baserat på dess djupa självbiografiska innehåll. "Allt jag gör hör ihop med vad jag har gått igenom i mitt liv och jag ville definitivt ta med det i min musik". "Det finns mer känsla i musiken om man själv har varit med om det man sjunger om. Jag har vuxit och gått igenom vissa saker i mitt liv och jag firar och hedrar det". Brandys samarbete med Timbaland, moderskap, livserfarenheter och det växande intresset i bandet Coldplay resulterade i att Brandy skiftade mot en mognare och råare natur i albumet. En resa in i den mer organiska delen i soul och blues och 90-talets gatuhiphop.

## Utgivning och marknadsföring

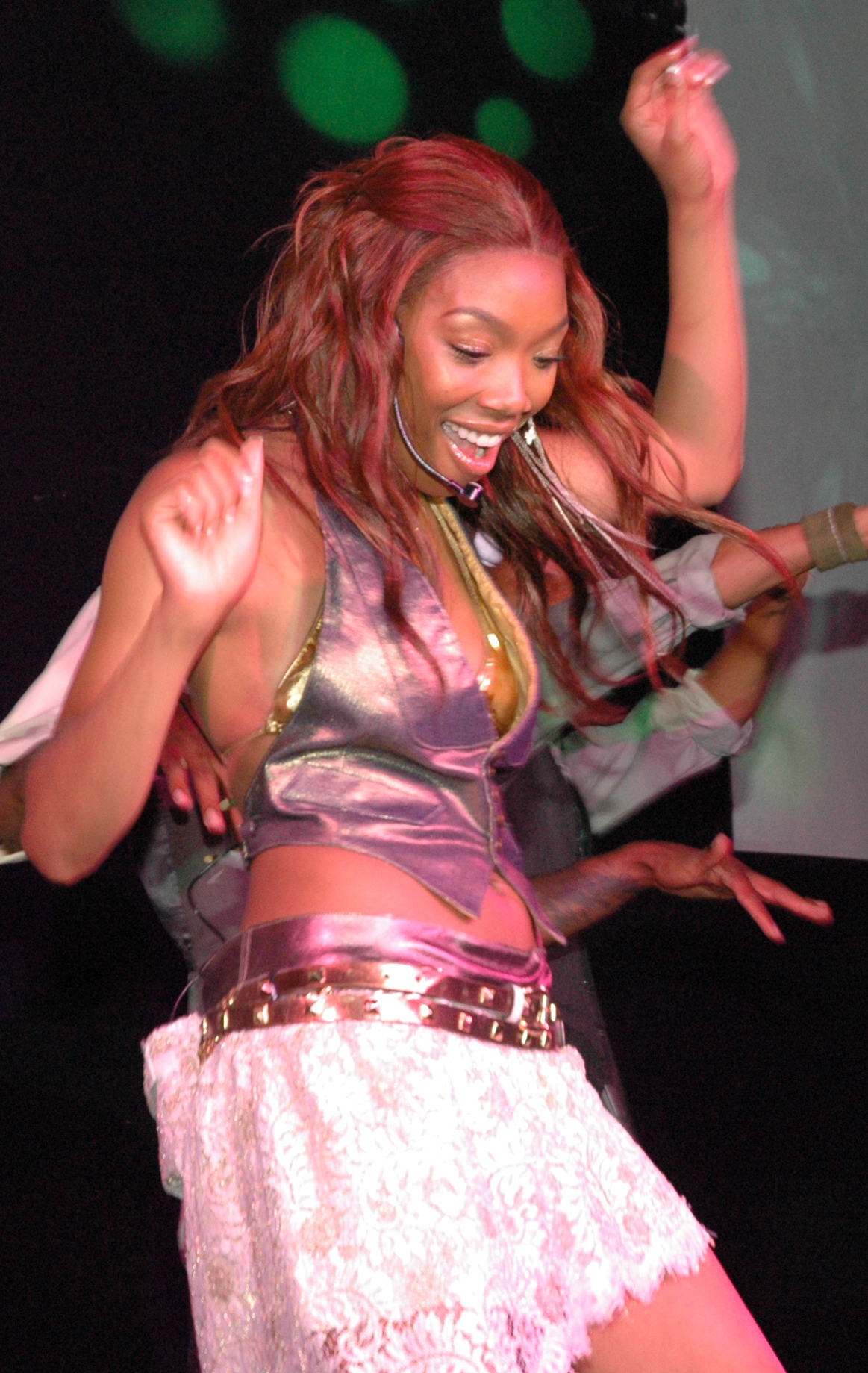
Brandy framför "Afrodisiac" under sin marknadsföringsturné 2004.

Marknadsföringen av Afrodisiac började först med ett stort mediaevent i Montego Bay, Jamaica, där albumet förhandsgranskades av utvalda journalister vid ett pressmeddelande hållet i Kungliga paviljongen i Half Moon Hotel. Marknadsföringsturnén för albumet började den 23 maj 2004 med en serie av stora mediatillställningar varvat med TV-framträdanden på bland annat The Tonight Show with Jay Leno den 13 juli 2004; NBC:s The Today Show i form av deras utomhuskonserter: Toyota Concert Series den 16 juli 2004 och ABC:s The View den 19 juli 2004. Norwood gjorde också framträdanden på CBS:s The Late Show samt On-Air with Ryan Seacrest den 14 juli 2004. Utanför USA gjorde sångerskan framträdanden på Top of The Pops och Anke Late Night där hon framförde en tolkning av Whitney Houstons "One Moment in Time" med Anke Engelke i from av en kaffereklam.
Utöver detta sågs Brandy som värd på nästan alla stora musikkanaler så som BET, MTV, VH1 och Fuse. Albumets ankomst i affärer firades med ett framträdande som presentatör på 2004 års BET Awards följt av ett special-framträdande på 106 & Park. Den första juli, 2004, besökte Brandy New York för framträdanden på MTV:s Total Request Live och Fuse's Daily Download. Den kraftiga mediaturnén lönade sig och låtar från Brandys nya album streamades över 1 miljon gånger via MTV.coms The Leak veckan före albumet gavs ut i butik.
På internet introducerades sångerskan som LAUNCHcast:s Artist of the Month för juli 2004. Marknadsföringen inkluderade exklusiva intervjuer och live-spelningar och tävlingar om att vinna en videochatt live med Brandy. Kampanjer för "Talk About Our Love" startade med en America Online First Listen-premiär. Brandy var också AOL:s Artist of the Month för juni, 04.

## Mottagande

### Kritikers respons
Afrodisiac tjänade Brandy sin fjärde Grammy-nominering på rad för "Bästa nutida R&B-album" och blev Norwoods mest hyllade skiva till dags dato, med ett medelvärde på 73 av 100 enligt Metacrtic. Andy Kellman vid Allmusic gav skivan 4 av 5 stjärnor och prisade det som "Brandys fjärde lång-show i rad, fylld med en rad spektakulära- och känslomässigt genljudande- spår som tillsammans blir hennes mest fullbordade skiva hittills. David Browne hos Entertainment Weekly gav albumet A- i betyg och kallade det "Brandys köttigaste album till dato" och rankade det nummer 6 på hans personliga "årets topp-10 lista". Han fann särskilt nöje i Timbalands produktion "som vrider upp basen, volymen och spänningen när han själv vill. Detta stöttar upp Brandys aldrig-kommenderande, kudd-mjuka röst". Rolling Stones skribent James Hunter jämförde, likasom Kellman och Browne albumet som "Janet Jackson när hon är som bäst: hon är en pop-stjärna men hon gör det mesta av sin höga budget och följer sin inspirationskälla" han fortsatte att beskriva cd:n som "mainstream soul med originella detaljer" och gav den fyra av fem stjärnor.
Vibes recensent Laura Checkoway kände dock att "sångerskans heta altstämma drunknar på några sånger" men "Medan Brandys musikaliska sammanflätning med Timbaland är vad vissa människor skulle beskriva som en 'match made in heaven' är det hennes galna, sexiga och coola införlivning som är en sann gudsgåva". Steve Jones från USA Today gav arbetet tre av fyra stjärnor. "Timbaland förser henne med en mängd av funk-inlivade takter att dansa till. Medan några spår är rätt alldagliga så är hon oftare mer förförisk än inte." Ben Sisario som skriver för Blender gav plattan tre av fem stjärnor i betyg och summerade skivan som; "ett avsnitt från hennes TV-serie med växtverk; Moesha: Denna vecka förlorar vår honungslena hjältinna sin flickaktighet och växer till sig och blir 'en kvinna, en passionerad kvinna'." med anledning av albumets textmakeover. Han kallade de icke-Timbaland-producerade spåren som "Talk About Our Love" och "Say You Will" de bästa. Skivan hyllades även av artister i branschen, sångerskan Rihanna har berättat i en intervju att hennes album Good Girl Gone Bad främst var inspirerat av Afrodisiac. "Brandy hjälpte verkligen att inspirera mig, jag lyssnade på Afrodisiac varje dag när jag var i inspelningsstudion".

### Kommersiell prestation
Afrodisiac debuterade som trea på USA:s albumlista Billboard 200 bakom Lloyd Banks' solodebut The Hunger for More och Ushers Confessions samt plats nummer fyra på Top R&B/Hip-Hop albums och sålde mer än 131 700 kopior under första veckan efter utgivningen. Därefter stagnerade försäljningssiffrorna och skivan tappade snabbt placeringar och föll ur den övre delen av listan i sin åttonde vecka. Efter en tid erhöll albumet dock en guld-certifiering av RIAA för mer än 500 000 exemplar skickade till affär med 417 000 sålda kopior inkluderat. På de flesta internationella marknader misslyckades skivan att klättra över topp-30 på majoriteten av albumlistorna den tog sin in på förutom i Kina och Japan, där den blev en topp-10 hit, och Schweiz. I Storbritannien certifierades albumet silver av British Phonographic Industry den 24 september 2004 baserat på en försäljning över 60 000 kopior.
Med undantag för promosingeln "Turn It Up" framhävde Afrodisiac tre musiksinglar "Talk About Our Love" gavs ut som albumets ledande singel kommersiellt den 28 mars 2004. Sången uppskattades av kritiker men hade medial framgång runt jordklotet jämfört med tidigare hit-singlar. Framgångsrikast var den i Storbritannien där den tog sig till en sjätte plats och på Billboards förgreningslista Billboard Hot 100 Singles Sales där den hade en topp-tio placering. I Eurasien och Oceanien tjänade cd:ns titelspår som den andra singeln från skivan. Den hade större framgång än "Talk About Our Love" i nästan alla länder där den släpptes, spåret klättrade till en 11:e placering på UK Singles Chart hade topp-30 placeringar i Frankrike och Irland. I Nordamerika gavs "Who Is She 2 U" ut som albumets andra och sista singel. Singeln fick få radiospelningar och kunde därför aldrig ta sig upp från de nedre regionerna av USA:s Billboard Hot 100 och blir därför en av Brandys lägst list-presterande singlar dittills. I mars 2005 gavs låten ut i utvalda delar av Europa som promosingel för sångerskans första samlingsalbum The Best of Brandy. Den misslyckades även där att sälja eller prestera på några singellistor med undantag för Storbritannien där den klättrade till en 50:e placering på listan. Planer på att "I Tried" skulle ges ut som en fjärde singel från skivan skrapades.

## Låtlista
| Nr  | Titel                                      | Kompositör                                                                                             | Producent(er)                    | Längd |
| --- | ------------------------------------------ | --- | -------------------------------- | ----- |
| 1.  | Who I Am                                   | Warryn Campbell, Joi Campbell                                                                          | Warryn "Baby Dubb" Campbell      | 3:35  |
| 2.  | Afrodisiac                                 | Kenisha Pratt, Kenneth Pratt, Isaac Phillip, Tim Mosley                                                | Timbaland                        | 3:47  |
| 3.  | Who Is She 2 U                             | Walter Millsap III, Candice Nelson, Mosley, Leon Ware, Jacqueline Hilliard                             | Timbaland                        | 4:43  |
| 4.  | Talk About Our Love (featuring Kanye West) | Kanye West, Harold Lilly, Carlos Wilson, Louis Wilson, Ricardo A. Wilson, Claude Cave II               | Kanye West                       | 3:34  |
| 5.  | I Tried                                    | Millsap III, Nelson, Mosley, Will Champion, Steve Harris, Chris Martin, Guy Berryman, Johnny Buckland  | Timbaland                        | 4:45  |
| 6.  | Where You Wanna Be (featuring T.I.)        | West, Lilly                                                                                            | Kanye West                       | 3:32  |
| 7.  | Focus                                      | Millsap III, Nelson, Phillip, Mosley                                                                   | Timbaland                        | 4:07  |
| 8.  | Sadiddy                                    | Pratt, Pratt, Mosley                                                                                   | Timbaland                        | 4:00  |
| 9.  | Turn It Up                                 | Millsap III, Nelson, Mosley                                                                            | Timbaland                        | 4:13  |
| 10. | Necessary                                  | Rico Wade, Patrick Brown, Ray Murray, Cee-Lo Green                                                     | Organized Noise                  | 3:59  |
| 11. | Say You Will                               | Theron Feemster                                                                                        | Ron "Neff-U" Feemster, Big Chuck | 3:50  |
| 12. | Come As You Are                            | Steve "Static" Garrett, Mosley                                                                         | Timbaland                        | 3:44  |
| 13. | Finally                                    | Millsap III, Nelson, Mosley, Brandy Norwood, Hans Zimmer, Nick Glennie-Smith, Steven Stern, Don Harper | Timbaland                        | 3:53  |
| 14. | How I Feel                                 | Millsap III, Nelson, Erick Walls                                                                       | Walter "DJ Walt" Millsap III     | 4:41  |
| 15. | Should I Go                                | Millsap III, Nelson, Mosley, Berryman, Buckland, Champion, Martin                                      | Timbaland                        | 4:56  |

| 16. | Sirens                | Garrett, Mosley             | Timbaland                     | 3:59 |
| 17. | Like It Was Yesterday | Michael Flowers             | Mike City                     | 3:53 |
| 18. | Nodding Off           | Millsap III, Nelson, Mosley | Timbaland, Walter Millsap III | 4:10 |

## Personal och musikmedverkande
- Miri Ben-Ari — violin
- Shorty B. — bas
- Parris Bowens — keyboards
- Bruce Fowler — dirigent
- Larry Gold — dirigent
- Don Harper — dirigent
- Mike Hartnett — gitarr
- Keenan "Kee Note" Holloway — bas
- Glenn S. Jeffrey — gitarr
- George "Spanky" McCurdy - percussion
- Nick Glennie-Smith — dirigent
- DeMonica Plummer — dirigent
- Ervin Pope — keyboard
- Dave Robbins - keyboard
- Thaddeus T. Tribbett — bas
- Eric Walls — gitarr

Produktion
- Produktionsledare: Kyambo Joshua, Craig Kallman, Brandy Norwood, Gee Roberson
- Sångproducenter: Brandy Norwood, K. Hicks
- Sångassistans: Jo Ann Campbell, Steve "Static" Garrett, Tim Mosley, Kenisha Pratt, Kenneth Pratt
- Ljudtekniker: Bruce Beuchner, Sean Davis, Jimmy Douglas, Blake English, Jun Ishizeki, Cha Cha Jones, Eugene Toale
- Assisterande ljudtekniker: Demacio Castellon, Ricky Chao, Jermeal Hicks, Halsey Quemere
- Ljudmix: Jimmy Douglass, Dave Lopez, Manny Marroquin, Peter Mokran, Tim "Timbaland" Mosley
- Mastring: Brian Gardner, Chris Gehringer
- A&R: Kyambo Joshua & Geroid Roberson
- Design: Julian Peploe
- Art director: Liz Barrett
- Foto: Roger Ericson

## Topplistor
| Lista (2004)                     | Topplacering |
| -------------------------------- | ------------ |
| Australien (ARIA)                | 53           |
| Kanada (Canadian Albums Chart)   | 34           |
| Nederländerna (MegaCharts)       | 45           |
| Frankrike (SNEP)                 | 57           |
| Tyskland (Media Control)         | 44           |
| Japan (RIAJ)                     | 10           |
| Norge (VG-lista)                 | 34           |
| Sverige (Sverigetopplistan)      | 45           |
| Storbritannien (UK Albums Chart) | 32           |
| USA (Billboard 200)              | 3            |
| USA (Top R&B/Hip-Hop Albums)     | 4            |

| Region               | Certifikat |
| -------------------- | ---------- |
| Japan (RIAJ)         | Guld       |
| Storbritannien (BPI) | Silver     |
| USA (RIAA)           | Guld       |

## Utgivningshistorik
| Region | Datum        |
| ------ | ------------ |
| Europa | 28 juni 2004 |
| USA    | 29 juni 2004 |
| Kanada | 29 juni 2004 |